# 1651 a tudományban
Az 1651. év a tudományban és a technikában.

## Anatómia
- Jean Pecquet publikálja Experimenta nova anatomica című munkáját, melyben ismerteti a nyirokrendszert.
- William Harvey publikálja De Generatione című munkáját, melyben embriológiáról ír.

## Csillagászat
- William Gilbert New Philosophy of Our Sublunar World című munkáját halála után publikálják, amelyben leírja, hogy a csillagok nem egyenlő távolságra vannak a Földtől és hogy szerinte mágnesesség tartja pályáján a bolygókat a Nap körül.
- Giovanni Battista Riccioli publikálja a Holdról készült térképét.

## Kémia
- Johann Rudolf Glauber publikálja Opera omnia chymica című munkáját.

## Születések
- április 10. - Ehrenfried Walther von Tschirnhaus matematikus († 1708)
- szeptember 5. - William Dampier felfedező, az első ember, aki háromszor utazta körbe a földet († 1715)